# Fulvia
Fulvia is een monotypisch geslacht van schimmels dat behoort tot familie Mycosphaerellaceae. Het bevat alleen Fulvia fulva.